# Метеорологическая будка

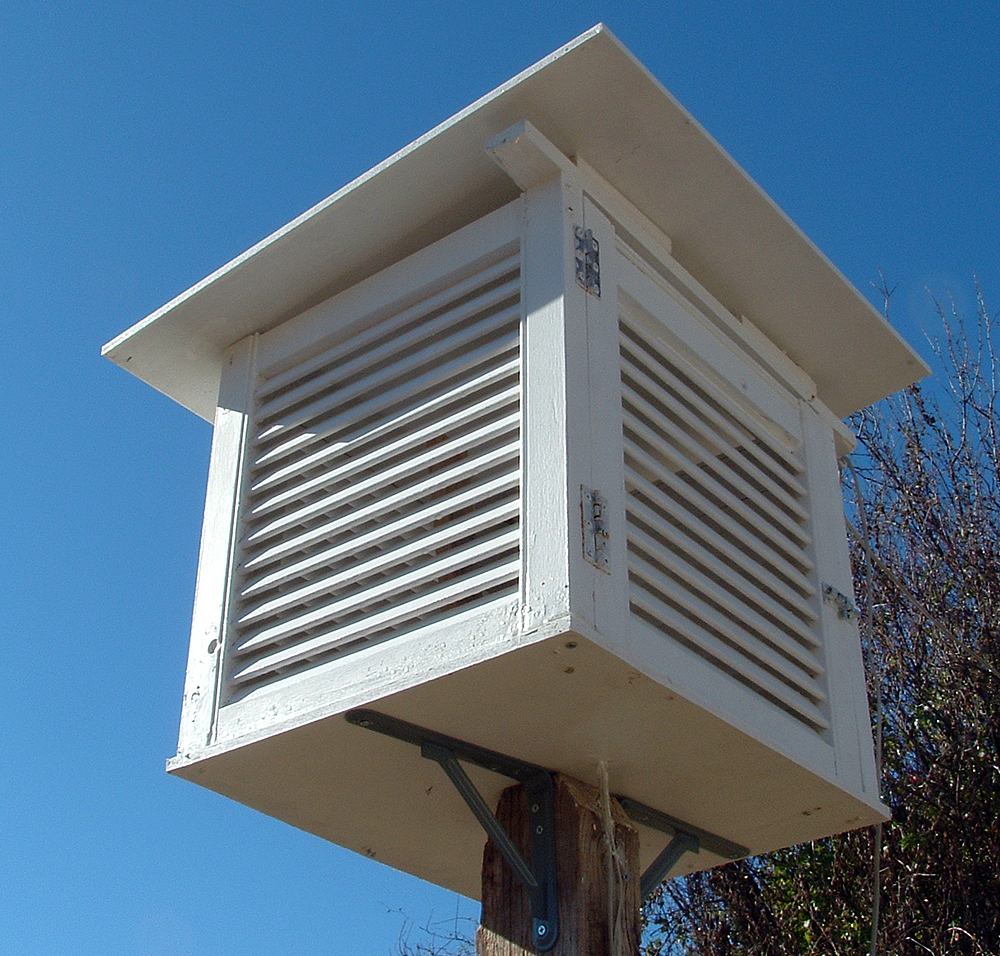
Метеорологическая будка

Метеорологи́ческая бу́дка, называемая иногда психрометри́ческой, термометри́ческой или, по имени русского климатолога, будкой Селя́нинова, — будка, в которой на метеорологической станции размещают приборы, требующие защиты от действия атмосферных осадков, прямых солнечных лучей и порывов ветра.

## Общие сведения
Впервые конструкция специальной жалюзийной защиты метеорологической будки для приборов, нуждающихся в ограждении от воздействия атмосферных осадков, солнечной радиации и ветра была предложена в 1864 году шотландским инженером Томасом Стивенсоном (англ. Thomas Stevenson), отцом известного писателя, автора приключенческих романов Льюиса Стивенсона (англ. Louis Stevenson). Поэтому в англоязычных странах такую жалюзийную конструкцию обычно называют по его имени — экраном Стивенсона (англ. Stevenson screen).
В СССР, а позже и в России, в соответствии с государственным/национальным стандартом подобные защитные жалюзийные будки в зависимости от размеров и назначения называют психрометрическими, термометрическими или будками Селянинова — по имени русского климатолога Георгия Селянинова, который дополнил конструкцию специальным внутренним штативом для термометров.

## Конструкция и установка
Основная задача метеорологической будки — обеспечить штатные условия работы размещаемого в ней оборудования. Поэтому, несмотря на некоторые различия в габаритах и в отдельных деталях, необходимых для монтирования конкретных приборов, они во многом идентичны. В частности, их красят в белый цвет, чтобы уменьшить нагрев стенок лучами солнца. Их стенки состоят из рам и планок, образующих жалюзи, которые фиксируют в боковых стенках под углом 60 градусов к горизонту, а в передней и задней — под углом 40 градусов. Это позволяет при обеспечении хорошего проветривания избежать попадания осадков на оборудование.
Потолок и крыша наклонены в сторону задней стенки. Крыша выдаётся со всех сторон будки и укреплена над потолком так, чтобы между ней и потолком свободно проходил воздух, снижающий теплопередачу от крыши к потолку.
На метеорологической площадке будка устанавливается дверцами на север, термометры в ней — резервуарами на восток, причём термометр для определения срочной температуры устанавливается таким образом, чтобы резервуар его находился на высоте 1,5 метра от поверхности почвы. В случае работы с психрометрическими термометрами их резервуары должны находиться на высоте 2 метра.
Для установки термометров в будке Селянинова она оборудуется специальным штативом. Минимальный термометр помещается в средние гнезда штатива, а ртутный термометр — в нижние, оба термометра находятся в горизонтальном положении. Штатив устанавливается на дне будки.
Подставка будки должна обеспечивать её устойчивую фиксацию, исключая колебания даже при сильном ветре.